# Galaxias pedderensis
Galaxias pedderensis là một loài cá nước ngọt mình hoa thuộc họ Galaxiidae, chúng là động vật đặc hữu của Úc, phân bố tại Hồ Pedder ở Tasmania. Đây là loài có nguy cơ bị tuyệt chủng. Số lượng ghi nhận thấp nhất, chúng đã tuyệt chủng trong tự nhiên, đang nhân giống trong môi trường nhân tạo.

## Bảo tồn
Năm 1972, hồ Pedder ở Tasmania, Australia, đã bị chặn dòng để xây dựng một đập thủy điện. Trong số những thương vong của các loài động vật sống trên đập này là loài cá mình hoa, chúng chỉ sống duy nhất trong hồ nước trên. Lần cuối cùng người ta trông thấy chúng ở đó là vào năm 1996, và việc đếm số lượng chúng hoàn toàn không hi vọng.
Một vài cá thể đã được nhân giống trong môi trường nhân tạo, và loài cá trên được thả vào hai cái hồ ở gần đó. Quần thể trong hồ Oberon, nơi chúng được đưa vào năm 1992, đang phát triển thịnh vượng. Một nhóm thứ hai, đưa vào đập Strathgordon năm 1997, đã sống sót nhưng cho đến nay vẫn chưa nhân giống thành công.